# Aloe erinacea
Aloe erinacea ist eine Pflanzenart der Gattung der Aloen in der Unterfamilie der Affodillgewächse (Asphodeloideae). Das Artepitheton erinacea stammt aus dem Lateinischen, bedeutet ‚Igel‘ und verweist auf die stachlige Erscheinung der Blattrosetten.

## Beschreibung

### Vegetative Merkmale
Aloe erinacea wächst stammbildend, einfach oder in der Regel in Gruppen. Der Stamm ist aufrecht und kurz oder wird mit der Zeit niederliegend und erreicht dann eine Länge von bis zu 60 Zentimeter. Er ist mit ausdauernden toten Blättern besetzt. Die deltoid-lanzettlichen Laubblätter bilden dichte Rosetten. Die trüb tiefgrüne bis bräunlich grüne Blattspreite ist 8 bis 16 Zentimeter lang und 2 bis 4 Zentimeter breit. Die Blattunterseite ist gekielt. Der Kiel ist mit wenigen schwärzlich-braunen Stacheln besetzt. Die stechenden, schwärzlich-braunen Zähne am Blattrand sind 5 bis 9 Millimeter lang und stehen 10 bis 15 Millimeter voneinander entfernt. Der Blattsaft ist zitronengelb.

### Blütenstände und Blüten
Der einfache Blütenstand erreicht eine Länge von bis zu 100 Zentimeter. Die dichten, zylindrisch verschmälerten Trauben sind bis zu 26 Zentimeter lang. Die Brakteen weisen eine Länge von bis zu 30 Millimeter auf und sind 4,5 Millimeter breit. Die roten Blüten werden gelblich und stehen an 19 Millimeter langen Blütenstielen. Die Blüten sind etwa 28 Millimeter lang und an ihrer Basis gerundet. Oberhalb des Fruchtknotens sind sie leicht erweitert und schließlich zur Mündung leicht verengt. Ihre äußeren Perigonblätter sind fast nicht miteinander verwachsen. Die Staubblätter ragen etwa 4 Millimeter, der Griffel bis zu 7 Millimeter aus der Blüte heraus.

## Systematik, Verbreitung und Gefährdung
Aloe erinacea ist in Namibia auf felsigen Hügeln verbreitet.
Die Erstbeschreibung durch David Spencer Hardy wurde 1971 veröffentlicht. Ein nomenklatorisches Synonym ist Aloe melanacantha var. erinacea (D.S.Hardy) G.D.Rowley (1980) Aloe erinacea ist eng mit Aloe melanacantha verwandt.
Aloe erinacea wird in der Roten Liste gefährdeter Arten der IUCN als „Endangered (EN)“, d. h. stark gefährdet eingestuft.

## Nachweise